# Биелла
Биелла (итал. Biella) — город в Пьемонте, центр одноимённой провинции. Расположен на реке Черво, у подножия Альп, примерно на равном удалении от Милана и Турина. Население — 46 тыс. жителей (2007).
Город впервые упомянут в грамоте Людовика Благочестивого как Бугелла. До 1379 года принадлежал графам Верчелли, затем служил яблоком раздора между миланскими Висконти и Савойским домом, который вышел победителем. Дальнейший рост города связан с превращением его в центр шерстепрядильной промышленности.
Биелла богата памятниками старины, среди которых — соборная церковь (1402), романский баптистерий (X век), ренессансные храмы св. Себастьяна и Иеронима (XVI век). Церковно-монастырский комплекс Сакро-Монте-ди-Оропа — одна из «святых гор», состоящих под охраной ЮНЕСКО как памятник Всемирного наследия.
Покровителем города почитается святой первомученик Стефан, празднование 26 декабря.